# Équipe de Suisse masculine de volley-ball
Cet article traite de l'équipe masculine. Pour l'équipe féminine, voir Équipe de Suisse féminine de volley-ball.
L'équipe de Suisse masculine de volley-ball est composée des meilleurs joueurs suisse sélectionnés par la Fédération suisse de volley-ball. Elle est actuellement classée au 54e rang de la Fédération internationale de volley-ball au 1er octobre 2018.

## Palmarès

### Aux Jeux olympiques
| Année | Tour          | Classement    | J             | G             | P             | Sp            | Sc            |               |
| ----- | ------------- | ------------- | ------------- | ------------- | ------------- | ------------- | ------------- | ------------- |
| 1964  | Non qualifiée | Non qualifiée | Non qualifiée | Non qualifiée | Non qualifiée | Non qualifiée | Non qualifiée | Non qualifiée |
| 1968  | Non qualifiée | Non qualifiée | Non qualifiée | Non qualifiée | Non qualifiée | Non qualifiée | Non qualifiée | Non qualifiée |
| 1972  | Non qualifiée | Non qualifiée | Non qualifiée | Non qualifiée | Non qualifiée | Non qualifiée | Non qualifiée | Non qualifiée |
| 1976  | Non qualifiée | Non qualifiée | Non qualifiée | Non qualifiée | Non qualifiée | Non qualifiée | Non qualifiée | Non qualifiée |
| 1980  | Non qualifiée | Non qualifiée | Non qualifiée | Non qualifiée | Non qualifiée | Non qualifiée | Non qualifiée | Non qualifiée |
| 1984  | Non qualifiée | Non qualifiée | Non qualifiée | Non qualifiée | Non qualifiée | Non qualifiée | Non qualifiée | Non qualifiée |
| 1988  | Non qualifiée | Non qualifiée | Non qualifiée | Non qualifiée | Non qualifiée | Non qualifiée | Non qualifiée | Non qualifiée |
| 1992  | Non qualifiée | Non qualifiée | Non qualifiée | Non qualifiée | Non qualifiée | Non qualifiée | Non qualifiée | Non qualifiée |
| 1996  | Non qualifiée | Non qualifiée | Non qualifiée | Non qualifiée | Non qualifiée | Non qualifiée | Non qualifiée | Non qualifiée |
| 2000  | Non qualifiée | Non qualifiée | Non qualifiée | Non qualifiée | Non qualifiée | Non qualifiée | Non qualifiée | Non qualifiée |
| 2004  | Non qualifiée | Non qualifiée | Non qualifiée | Non qualifiée | Non qualifiée | Non qualifiée | Non qualifiée | Non qualifiée |
| 2008  | Non qualifiée | Non qualifiée | Non qualifiée | Non qualifiée | Non qualifiée | Non qualifiée | Non qualifiée | Non qualifiée |
| 2012  | Non qualifiée | Non qualifiée | Non qualifiée | Non qualifiée | Non qualifiée | Non qualifiée | Non qualifiée | Non qualifiée |
| 2016  | Non qualifiée | Non qualifiée | Non qualifiée | Non qualifiée | Non qualifiée | Non qualifiée | Non qualifiée | Non qualifiée |
| Total | 0/14          | -             | 0             | 0             | 0             | 0             | 0             |               |

### Aux championnats du monde
| Année | Tour          | Classement    | J             | G             | P             | Sp            | Sc            |               |
| ----- | ------------- | ------------- | ------------- | ------------- | ------------- | ------------- | ------------- | ------------- |
| 1949  | Non qualifiée | Non qualifiée | Non qualifiée | Non qualifiée | Non qualifiée | Non qualifiée | Non qualifiée | Non qualifiée |
| 1952  | Non qualifiée | Non qualifiée | Non qualifiée | Non qualifiée | Non qualifiée | Non qualifiée | Non qualifiée | Non qualifiée |
| 1956  | Non qualifiée | Non qualifiée | Non qualifiée | Non qualifiée | Non qualifiée | Non qualifiée | Non qualifiée | Non qualifiée |
| 1960  | Non qualifiée | Non qualifiée | Non qualifiée | Non qualifiée | Non qualifiée | Non qualifiée | Non qualifiée | Non qualifiée |
| 1962  | Non qualifiée | Non qualifiée | Non qualifiée | Non qualifiée | Non qualifiée | Non qualifiée | Non qualifiée | Non qualifiée |
| 1966  | Non qualifiée | Non qualifiée | Non qualifiée | Non qualifiée | Non qualifiée | Non qualifiée | Non qualifiée | Non qualifiée |
| 1970  | Non qualifiée | Non qualifiée | Non qualifiée | Non qualifiée | Non qualifiée | Non qualifiée | Non qualifiée | Non qualifiée |
| 1974  | Non qualifiée | Non qualifiée | Non qualifiée | Non qualifiée | Non qualifiée | Non qualifiée | Non qualifiée | Non qualifiée |
| 1978  | Non qualifiée | Non qualifiée | Non qualifiée | Non qualifiée | Non qualifiée | Non qualifiée | Non qualifiée | Non qualifiée |
| 1982  | Non qualifiée | Non qualifiée | Non qualifiée | Non qualifiée | Non qualifiée | Non qualifiée | Non qualifiée | Non qualifiée |
| 1986  | Non qualifiée | Non qualifiée | Non qualifiée | Non qualifiée | Non qualifiée | Non qualifiée | Non qualifiée | Non qualifiée |
| 1990  | Non qualifiée | Non qualifiée | Non qualifiée | Non qualifiée | Non qualifiée | Non qualifiée | Non qualifiée | Non qualifiée |
| 1994  | Non qualifiée | Non qualifiée | Non qualifiée | Non qualifiée | Non qualifiée | Non qualifiée | Non qualifiée | Non qualifiée |
| 1998  | Non qualifiée | Non qualifiée | Non qualifiée | Non qualifiée | Non qualifiée | Non qualifiée | Non qualifiée | Non qualifiée |
| 2002  | Non qualifiée | Non qualifiée | Non qualifiée | Non qualifiée | Non qualifiée | Non qualifiée | Non qualifiée | Non qualifiée |
| 2006  | Non qualifiée | Non qualifiée | Non qualifiée | Non qualifiée | Non qualifiée | Non qualifiée | Non qualifiée | Non qualifiée |
| 2010  | Non qualifiée | Non qualifiée | Non qualifiée | Non qualifiée | Non qualifiée | Non qualifiée | Non qualifiée | Non qualifiée |
| 2014  | Non qualifiée | Non qualifiée | Non qualifiée | Non qualifiée | Non qualifiée | Non qualifiée | Non qualifiée | Non qualifiée |
| 2018  | Non qualifiée | Non qualifiée | Non qualifiée | Non qualifiée | Non qualifiée | Non qualifiée | Non qualifiée | Non qualifiée |
| 2022  | À venir       | À venir       | À venir       | À venir       | À venir       | À venir       | À venir       |               |
| Total | 0/18          | -             | 0             | 0             | 0             | 0             | 0             |               |

### Aux championnats d'Europe
| Année | Tour             | Classement       | J                | G                | P                | Sp               | Sc               |                  |
| ----- | ---------------- | ---------------- | ---------------- | ---------------- | ---------------- | ---------------- | ---------------- | ---------------- |
| 1948  | Non participante | Non participante | Non participante | Non participante | Non participante | Non participante | Non participante | Non participante |
| 1950  | Non participante | Non participante | Non participante | Non participante | Non participante | Non participante | Non participante | Non participante |
| 1951  | Non participante | Non participante | Non participante | Non participante | Non participante | Non participante | Non participante | Non participante |
| 1955  | Non participante | Non participante | Non participante | Non participante | Non participante | Non participante | Non participante | Non participante |
| 1958  | Non participante | Non participante | Non participante | Non participante | Non participante | Non participante | Non participante | Non participante |
| 1963  | Non qualifiée    | Non qualifiée    | Non qualifiée    | Non qualifiée    | Non qualifiée    | Non qualifiée    | Non qualifiée    | Non qualifiée    |
| 1967  | Non qualifiée    | Non qualifiée    | Non qualifiée    | Non qualifiée    | Non qualifiée    | Non qualifiée    | Non qualifiée    | Non qualifiée    |
| 1971  | Phase de poules  | 19e              | 3                | 0                | 3                | 0                | 9                |                  |
| 1975  | Non participante | Non participante | Non participante | Non participante | Non participante | Non participante | Non participante | Non participante |
| 1977  | Non participante | Non participante | Non participante | Non participante | Non participante | Non participante | Non participante | Non participante |
| 1979  | Non participante | Non participante | Non participante | Non participante | Non participante | Non participante | Non participante | Non participante |
| 1981  | Non participante | Non participante | Non participante | Non participante | Non participante | Non participante | Non participante | Non participante |
| 1983  | Non participante | Non participante | Non participante | Non participante | Non participante | Non participante | Non participante | Non participante |
| 1985  | Non participante | Non participante | Non participante | Non participante | Non participante | Non participante | Non participante | Non participante |
| 1987  | Non participante | Non participante | Non participante | Non participante | Non participante | Non participante | Non participante | Non participante |
| 1989  | Non participante | Non participante | Non participante | Non participante | Non participante | Non participante | Non participante | Non participante |
| 1991  | Non qualifiée    | Non qualifiée    | Non qualifiée    | Non qualifiée    | Non qualifiée    | Non qualifiée    | Non qualifiée    | Non qualifiée    |
| 1993  | Non qualifiée    | Non qualifiée    | Non qualifiée    | Non qualifiée    | Non qualifiée    | Non qualifiée    | Non qualifiée    | Non qualifiée    |
| 1995  | Non participante | Non participante | Non participante | Non participante | Non participante | Non participante | Non participante | Non participante |
| 1997  | Non participante | Non participante | Non participante | Non participante | Non participante | Non participante | Non participante | Non participante |
| 1999  | Non qualifiée    | Non qualifiée    | Non qualifiée    | Non qualifiée    | Non qualifiée    | Non qualifiée    | Non qualifiée    | Non qualifiée    |
| 2001  | Non participante | Non participante | Non participante | Non participante | Non participante | Non participante | Non participante | Non participante |
| 2003  | Non participante | Non participante | Non participante | Non participante | Non participante | Non participante | Non participante | Non participante |
| 2005  | Non participante | Non participante | Non participante | Non participante | Non participante | Non participante | Non participante | Non participante |
| 2007  | Non participante | Non participante | Non participante | Non participante | Non participante | Non participante | Non participante | Non participante |
| 2009  | Non participante | Non participante | Non participante | Non participante | Non participante | Non participante | Non participante | Non participante |
| 2011  | Non participante | Non participante | Non participante | Non participante | Non participante | Non participante | Non participante | Non participante |
| 2013  | Non qualifiée    | Non qualifiée    | Non qualifiée    | Non qualifiée    | Non qualifiée    | Non qualifiée    | Non qualifiée    | Non qualifiée    |
| 2015  | Non qualifiée    | Non qualifiée    | Non qualifiée    | Non qualifiée    | Non qualifiée    | Non qualifiée    | Non qualifiée    | Non qualifiée    |
| 2017  | Non qualifiée    | Non qualifiée    | Non qualifiée    | Non qualifiée    | Non qualifiée    | Non qualifiée    | Non qualifiée    | Non qualifiée    |
| 2019  | Non qualifiée    | Non qualifiée    | Non qualifiée    | Non qualifiée    | Non qualifiée    | Non qualifiée    | Non qualifiée    | Non qualifiée    |
| 2021  | Non qualifiée    | Non qualifiée    | Non qualifiée    | Non qualifiée    | Non qualifiée    | Non qualifiée    | Non qualifiée    | Non qualifiée    |
| 2023  | Phase de poules  | 23e              | 5                | 0                | 5                | 2                | 15               |                  |
| Total | 2/33             | -                | 8                | 0                | 8                | 2                | 24               |                  |